# Albrecht von Wallenstein
Albrecht Wenzel Eusebius von Wallenstein, o Waldstein, Valdštejn (Heřmanice, 24 settembre 1583 – Cheb, 25 febbraio 1634), è stato un generale e politico tedesco, di origine boema, tra i più celebri del suo tempo. Prestò i suoi servigi all'Imperatore Ferdinando II durante la guerra dei trent'anni.
Abile stratega e grande organizzatore, costituì e comandò un efficiente esercito di mercenari tedeschi con il quale ottenne molte vittorie sconfiggendo numerose volte gli Stati protestanti nemici dell'Impero. Ritenuto ambizioso e intrigante, venne alla fine ucciso da una congiura di ufficiali su ispirazione dello stesso imperatore Ferdinando II.

## Biografia

### Le origini e l'avvio della carriera militare
Wallenstein nacque a Heřmanice, Boemia, nel seno di una famiglia povera ma nobile e di fede protestante. I suoi genitori, Vilém z Valdštejna e Markéta Smiřická, morirono quando Albrecht aveva solo 12 anni, perciò venne cresciuto dallo zio materno, Alberto Slavata z Chlumu a Košumberka.
Egli seguì il proprio percorso di studi nella Scuola dell'Unitas Fratrum (i Fratelli Boemi) a Košumberk e nel collegio dei gesuiti a Olomouc. Dal 1599 continuò i propri studi all'Università di Altdorf e quindi all'Università di Bologna e di Padova dove ebbe modo di apprezzare e appassionarsi per l'arte e la scultura italiana e dove, sembra, iniziò a sviluppare la sua passione per l'astrologia. Compì anche un viaggio in Francia.
Wallenstein cominciò la sua carriera militare nell'esercito dell'imperatore Rodolfo II, combattendo in Ungheria sotto il comando di Giorgio Basta: nel 1604 Alberto viene menzionato come alfiere di un reggimento di fanteria boema. Nel 1606 Wallenstein si convertì al cattolicesimo grazie all'influenza esercitata su di lui dai gesuiti e dagli Asburgo. La conversione gli permise di essere ammesso nella nobiltà asburgica come membro dell'Ordine del Toson d'oro. Da quel momento divenne un fervido religioso, senza per questo trasformarsi in un fanatico.
Nel 1609 fece ritorno in Boemia, dove sposò Lukrécie Nekšová z Landeka, una ricca vedova di tre anni più anziana di lui, possidente di terre in Moravia, che suo marito ereditò alla morte di lei, nel 1614. L'aumentato patrimonio personale permise a Wallenstein di dare una svolta alla sua carriera militare: armò di propria tasca due battaglioni di cavalleria pesante e uno di moschettieri, che poi comandò per conto dell'arciduca Ferdinando di Stiria nella guerra che gli Asburgo combatterono contro la Repubblica di Venezia nel 1617. Nel medesimo anno il fresco vedovo Wallenstein fondò un monastero, che prese nome dalla sua defunta prima moglie, ivi sepolta, e si risposò con Isabella Caterina, figlia del Conte di Harrach, che gli diede due eredi: un figlio, poi morto in tenera età, e una figlia.

### La guerra dei trent'anni
All'inizio della guerra dei trent'anni, nel 1618, Wallenstein si trovava in Boemia. Sia per scelta politica sia per questioni personali (uno dei defenestrati di Praga era parente per parte materna di Alberto) risolse di unirsi alla causa imperiale. Cacciato dai protestanti, Wallenstein fuggì a Vienna con il proprio denaro, dove gli venne promessa la riammissione nella provincia.

#### Fase Boema

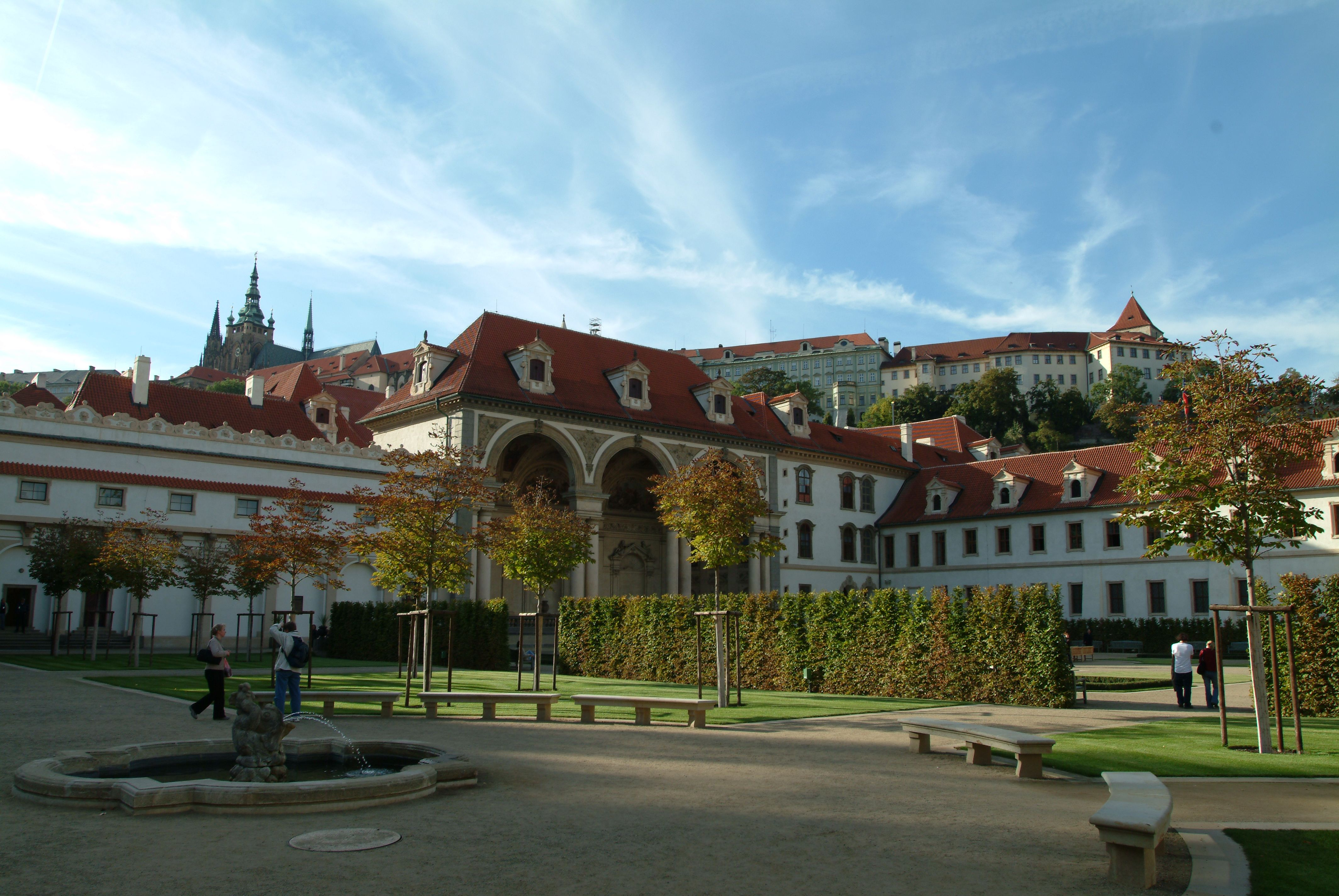
Il Palazzo Wallenstein a Praga

Wallenstein equipaggiò a proprie spese un reggimento di corazzieri e si distinse sotto il comando di Karel Bonaventura Buquoy nella guerra contro l'Unione Evangelica e nell'armata che si oppose in Moravia. Wallenstein rientrò nel pieno possesso delle sue terre boeme solo dopo la battaglia della Montagna Bianca che concluse la fase boema della guerra dei trent'anni in favore dei cattolici.
Restaurato nei suoi domini, Alberto curò di rientrare in possesso anche delle terre che i protestanti avevano confiscato agli Slavata z Chlumu a Košumberka, suoi parenti materni. Raggruppò quindi i suoi nuovi possedimenti nel territorio di Friedland (Frýdlant) nella Boemia del Nord e trasformò il suo dominio personale in una macchina capace di approvvigionare con vesti, armi e foraggio il suo sempre più vasto esercito personale.
Una serie di successi in battaglia gli consentirono, nel 1622 di essere nominato conte palatino dell'Impero, nel 1623 principe e, successivamente, nel 1625, duca di Friedland. La popolarità e i privilegi accumulati da Wallenstein scossero l'alta nobiltà dell'Impero che iniziò a vederlo come un pericoloso borghese arricchito.

#### Fase danese
L'avvio della fase danese della guerra dei trent'anni vide Wallenstein inquadrato nell'esercito dell'imperatore Ferdinando come comandante d'armata agli ordini del generalissimo Johann Tserclaes, conte di Tilly. Grazie alla lotta contro i protestanti del Nord Europa, il duca di Friedland seppe cattivarsi il favore della truppa, passando rapidamente dal comando di un'armata di 30 000 uomini a una di 50 000.
Battuto Mansfeld nella battaglia del ponte di Dessau, Wallenstein cancellò dalla Slesia il rimanente delle armate protestanti. In questo periodo ottenne dall'Imperatore il Ducato di Sagan. Egli quindi appoggiò Tilly negli scontri con Cristiano IV di Danimarca, ottenendo in seguito i Ducati del Meclemburgo, che erano stati confiscati ai legittimi eredi, rei di tradimento (i duchi Meclemburgo-Schwerin avevano infatti appoggiato il Danese contro gli Asburgo).

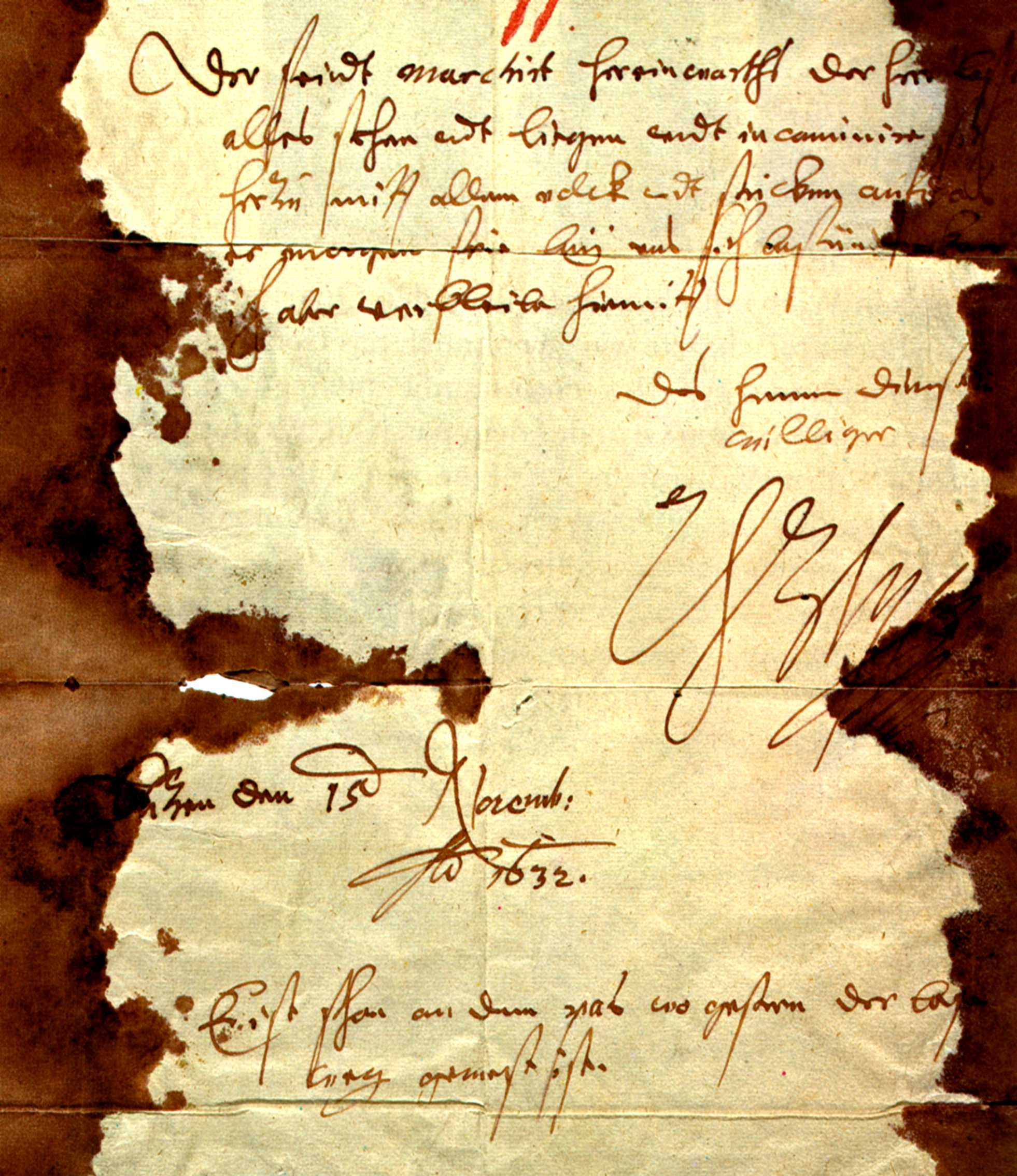
L'ultima lettera di Wallenstein in cui chiede aiuto al generale Pappenheim, trovata sul cadavere di quest'ultimo dopo la battaglia di Lützen.

Nel gennaio del 1628 l'Imperatore nominò Wallenstein "Ammiraglio del Mare del Nord e del Mar Baltico". Il duca di Friedland aveva il compito di spazzare via gli ultimi nuclei della resistenza danese dalle coste del Mar Baltico. Wallenstein cinse d'assedio la città di Stralsunda in maggio ma già in luglio, causa rinforzi svedesi agli assediati, ritirò le sue truppe. Il 2 settembre Wallenstein stroncò Cristiano IV di Danimarca nella battaglia di Wolgast, ponendo fine alla guerra anfibia mossa dal danese contro gli Asburgo e chiudendo di fatto la fase danese del conflitto.
La mancata conquista di Stralsunda, appoggiata dagli svedesi e, poco dopo, l'Editto di Restituzione promulgato dall'Imperatore, segnarono il coinvolgimento attivo nella guerra dei trent'anni del re Gustavo II Adolfo di Svezia. Wallenstein tentò di sostenere le forze della Confederazione Polacco-Lituana sotto il comando di Stanisław Koniecpolski, che combatteva contro la Svezia nel 1629, ma il tentativo fallì.
Nel corso della guerra le ambizioni di Wallenstein e il peso delle sue armate gli avevano creato un certo numero di nemici, soprattutto tra i principi dell'Impero, fossero essi cattolici o protestanti. Quando anche l'imperatore Ferdinando II iniziò a temere il peso crescente di Wallenstein i giochi furono fatti.
L'imperatore licenziò Wallenstein nel settembre del 1630, inviando al duca di Friedland dei messi per dare l'annuncio ufficiale. Wallenstein cedette il comando delle proprie armate al generale Tilly e si ritirò a Jitschin (Jičín), capitale del suo Ducato di Friedland, ove visse da privato ma ricco cittadino.

#### Fase svedese
L'ingresso della Svezia nel conflitto costrinse l'imperatore Ferdinando II a richiamare Wallenstein sul campo di battaglia.
I successi di Gustavo Adolfo sul generale Tilly nella battaglia di Breitenfeld (1631) e nella battaglia di Rain (1632), dove lo stesso Tilly trovò la morte, la marcia svedese verso Monaco di Baviera e la contemporanea occupazione della Boemia, obbligavano gli Asburgo a una risoluta risposta.
Nella primavera del 1632 Wallenstein ricostituì un'armata in una settimana, poi guidò l'armata di Sassonia dalla Boemia verso Gustavo Adolfo. Trinceratosi a Norimberga, lo svedese cercò di forzare il blocco di Wallenstein ma venne sconfitto nella battaglia dell'Alte Veste. Nel novembre dello stesso anno, alla battaglia di Lützen, furono però Wallenstein e le forze cattoliche a essere sconfitte e costrette a ritirarsi; la Svezia restò padrona del campo ma il re Gustavo Adolfo restò ucciso sul campo di Lützen. Wallenstein tornò al suo quartier generale invernale in Boemia.
Nella campagna del 1633 le esitazioni di Wallenstein nell'attaccare il nemico crearono malumori a Vienna (e a Madrid, altro luogo dove regnavano gli Asburgo). Wallenstein, di fatto, si stava preparando a disertare le file dell'esercito imperiale, dal momento che si era scontrato con l'imperatore Ferdinando II per il rifiuto da parte di questi di revocare l'Editto di Restituzione. Poco si conosce di questi negoziati segreti, ma pare che Wallenstein stesse pensando a una pace tra le due potenze. Per questo egli entrò in negoziati con l'Elettorato di Sassonia, con il Margraviato di Brandeburgo, con la Svezia e con la Francia. I nemici, del resto, tentavano al contrario di attirarlo in guerra. A ogni modo egli si oppose alle forze anti imperiali, vincendo la sua ultima battaglia a Steinau sull'Oder nell'ottobre del 1633, riprendendo quindi i negoziati.

### Il complotto e la morte

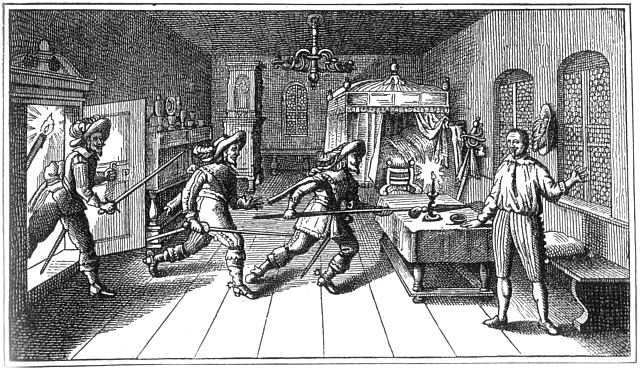
Uccisione del Wallenstein nella sua camera da letto, con un'alabarda - Incisione su rame di anonimo

Non essendo ben visto dall'imperatore, nel dicembre del 1633 Wallenstein ritirò le proprie armate in Boemia, presso Plzeň (Pilsen).
Il 24 gennaio 1634 l'imperatore siglò un patto segreto (che era stato firmato con alcuni ufficiali al servizio di Wallenstein) per rimuoverlo dal suo comando. Infine la patente imperiale venne siglata il 18 febbraio, e pubblicata a Praga. Perso il sostegno della truppa, Wallenstein sentiva aumentare il pericolo intorno a lui, perciò, il 23 febbraio, si recò da Plzeň a Cheb con una compagnia di qualche centinaio di uomini e la speranza d'incontrare gli svedesi comandati da Bernardo di Sassonia-Weimar. Giunto a destinazione, Wallenstein venne assassinato nella notte del 25 febbraio in seguito a un complotto di alcuni suoi ufficiali.
A orchestrare il tradimento furono il generale irlandese Walter Butler e i colonnelli scozzesi Walter Leslie e John Gordon. I tre congiurati si sbarazzarono dapprima degli ufficiali rimasti fedeli a Wallenstein (Terzky, Kinsky, Illo e Neumann), assassinandoli dopo un banchetto offerto loro da Gordon al castello di Cheb, e infine inviarono un contingente capitanato da tale Walter Devereux, inglese, ad assassinare il generalissimo. Wallenstein venne ucciso nella sua camera da letto, presso il palazzo del borgomastro di Cheb, per mano dello stesso Devereux, con un'alabarda, con l'aiuto del mercenario lucchese Giulio Diodati.

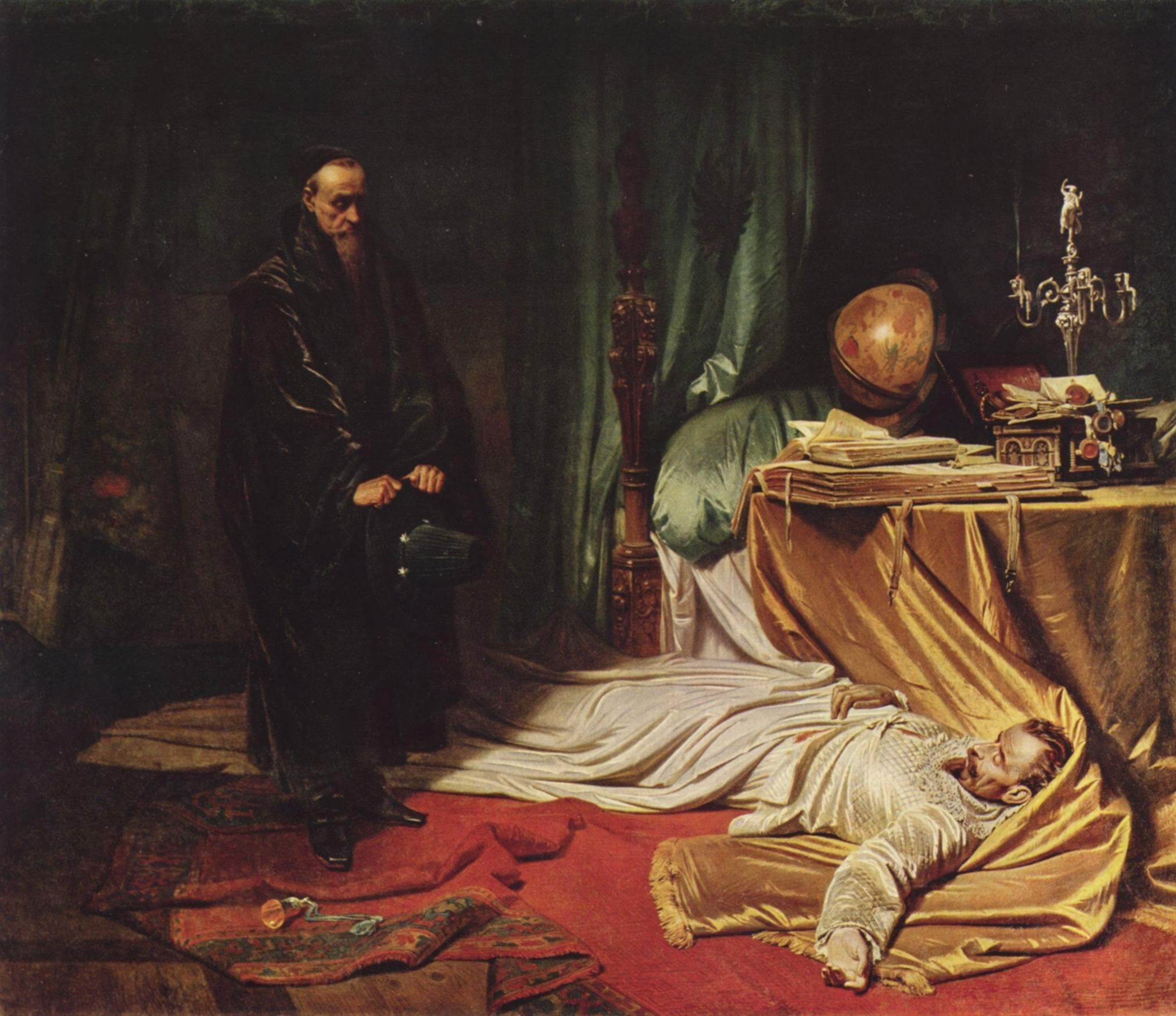
L'astrologo Giovanni Battista Seni osserva il cadavere di Wallenstein dopo l'assassinio di quest'ultimo, di Karl Theodor von Piloty del 1855

L'imperatore si mostrò all'oscuro di questa uccisione, sicuramente a lui molto gradita da un mero punto di vista politico, e tributò onori a Wallenstein dopo la sua morte.
Albrecht von Wallenstein venne sepolto a Jitschin (Jičín). Nel 1785 i suoi resti furono trasferiti a Mnichovo Hradiště.

## Wallenstein di Friedrich Schiller
Friedrich Schiller mette in scena il personaggio storico nella sua tragedia Wallenstein inserendolo nel conflitto tra moralità e passione, proprio dell'artista. In questa Triologia del 1799 il personaggio teatrale «lotterà per se stesso, in una stretta da cui non si può svincolare senza venire meno alla legge che gli impone la sua natura, nell'impossibilità di piegarsi e rinunciare al suo orgoglio, nella necessità della difesa, traendo seco nell'abisso quanti sono intorno a lui, superato, travolto da quella realtà che ha sempre dominata e che si illudeva di tenere, quasi per un destino, avvinta alle sue armi».